# Трећа лига Мађарске у фудбалу
Трећа лига Мађарске у фудбалу (мађ. Nemzeti Bajnokság III) је трећи ниво мађарског фудбала (од јесени 1997. до пролећа 2005. НБ III је био четврти ниво, трећи је био НБ II). Ниво садржи 3 групе (запад, центар, исток) од 16 тимова. Из сваке групе шампиони се промовишу у НБ II. Три најниже пласиране екипе испадају у први ранг локалних дивизија (Обласна лига II.). Из НБ II, три најниже пласиране екипе испадају из друге лиге у настављају такмичење у НБ III.

## Историјски развој
Боје шампионских тимова који су касније провели најмање једну сезону у НБ1 су означене са „зеленом бојом“.
- 1978–1981: првенства округа су представљала трећу лигу
- 1981-1987: 6 × 18 Тимско територијално првенство
- 1987–1988: 6 × 18 тимова НБ III
- 1988–1997: 6 × 16 тимова НБ III
- 1997–2000: 2 × 16 тимова НБ II
- 2000-2001: прелазна сезона, после квалификација 12 × 8 тимова 3 × 12 тимова НБ II
- 2001–2002: 3 × 13 тимова НБ II
- 2002–2003: 3 × 12 тимова НБ II
- 2003–2005: 2 × 18 тимова НБ II
- 2005–2013: 6 група НБ III, 14-15 тимова по групи
- 2013–2015: 3 × 16 тимова (исток, центар, запад) НБ III
- 2015–2017: 3 × 17 тимова (исток, центар, запад) НБ III
- 2017–2020: 3 × 16 тимова (исток, центар, запад) НБ III
- 2020-: 3 × 20 тимова (исток, центар, запад) НБ III

### 1981 до 1997
| Сезона   | Група Алфелд          | Група Бакоњ        | Група Драва        | Група Дунав        | Група Матра       | Група Тиса                 |
| -------- | --------------------- | ------------------ | ------------------ | ------------------ | ----------------- | -------------------------- |
| 1981/82  | Нике Физфеји АК       | Шиофок             | Ерди ВШЕ           | ФК Баја ЛШЕ        | Нађбатоњ Бањас    | Балмазујварош              |
| 1982/83  | Бакоњ Веђес ТК        | Капошвар           | Дунаујварош        | Мезетури Хонвед ШЕ | Мишколц Хонвед ШЕ | Солнок                     |
| 1983/84. | Таполца ИАК ВШЕ       | Капошвар           | Дунаујварош        | ДЕЛЕП ШК           | Вац Изо МТЕ       | ФК Јасберењ                |
| 1984/85  | ФК Мошонмађаровари TE | Комло              | Орослањ Бањас      | ДЕЛЕП ШК           | ФК Ганз МАВАГ     | Мезетур Хонвед ШЕ          |
| 1985/86  | ФК ДАК 1912.          | Капошвар           | Будафок            | Сарваш Вашаш       | Озд Кохаз ШД      | АК Универзитет Дебрецин    |
| 1986/87  | ФК Ајка ТЕ            | Мохач ТЕ           | Трећи округ        | ФК Кечкемет        | Казинцбарцика ШК  | Кинижи ШЕ Дебрецен         |
| 1987/88  | ФК Шопрон             | Мохач ТЕ           | Орослањ Бањас ШЕ   | ФК Сарваш          | ФК Хатван         | ФК Јасберењ                |
| 1988/89  | Дожа Сегед            | ФК Ајка            | ФК Пакш            | ФК Будафок МТЕ     | Шалготарјан БТК   | Мезетури Хонвед ШЕ         |
| 1989/90  | ФК Кечкемет           | ФК Ајка            | ФК Пакш            | ФК БКВ Елере       | ФК Хатван         | Еђетертеш СЕ Каба          |
| 1990/91  | Мишке ТС СК           | ФК Шабарија        | ФК Пакш            | Ержебет            | ФК Баги           | ФК Хајдунанаш              |
| 1991/92  | ФК Петефи Кишкереш    | ФК Ајка            | Капошвар           | ФК Пензиђер        | ФК Геделе         | ФК Тисавашвар              |
| 1992/93  | ФК Тисакечке          | ФК Халадаш Кестхељ | ФК Епитек Беременд | ФК Сазхаломбата ЛК | ФК Ракошпалота    | ФК Балмазујварош           |
| 1993/94  | ФК Ходмезевашархељ    | ФК Шопрон          | Печуј              | ФК Татабања        | ФК Шалготарјан    | Мишколц                    |
| 1994/95  | ФК Кечкемет           | ФК Балатонфиред    | Капошвар           | Ерд ВШЕ            | ФК Егер           | ФК Шење                    |
| 1995/96  | ФК Кишкундорожма ШК   | ФК Керменд         | ДД Газ             | ФК Газсер          | ФК Солнок МАВ     | ФК Тисафиред ВСЕ           |
| 1996/97  | ФК Кишкереш           | ФК Бики ТК         | Комло              | ФК Бањас Дорог     | ФК Дунакес ВШЕ    | ФК Термалфирде Тисаујварош |

### 1997 до 2000
| Година  | Група исток       | Група запад         |
| ------- | ----------------- | ------------------- |
| 1997/98 | ФК Кинижи Демечер | ФК Комаром ВШЕ      |
| 1998/99 | ФК Дунакеси МАВ   | ФК Сазхаломбатаи ЛК |
| 1999/00 | ФК Кишкереш       | ФК Хевиз ШК         |

### 2000. до 2001.
| Година  | Група Алфелд "А" | Група Алфелд "Б" | Група Бакоњ "А" | Група Бакоњ "Б" | Група Драва "А"   | Група Драва "Б" | Група Дунав "А" | Група Дунав "Б" | Група Матра "А" | Група Матра "Б" | Група Тиса "А" | Група Тиса "Б"         |
| ------- | ---------------- | ---------------- | --------------- | --------------- | ----------------- | --------------- | --------------- | --------------- | --------------- | --------------- | -------------- | ---------------------- |
| 2000/01 | ФК Термал Ђула   | ФК Мако          | ФК Ајка         | ФК Бики ТК      | ФК Балатонлеле СЕ | Печуј           | ФК Дабаш        | Ержебет         | ФК Волан Боршод | Балашађармат    | ФК Кишварда    | БК Бакталорантхаза ВСЕ |

### 2000. до 2003.
| Година  | Група исток  | Група центар     | Група запад |
| ------- | ------------ | ---------------- | ----------- |
| 2000/01 | ФК Егер      | Ержебет          | ФК Бики ТК  |
| 2001/02 | ФК Денечер   | Балашађермет ВСЕ | Бодајк      |
| 2002/03 | ФК Кертварош | ФК Дабаш         | Бодајк      |

### 2003. до 2005.
| Година  | Група исток (победник) | Група запад       |
| ------- | ---------------------- | ----------------- |
| 2003/04 | ФК Мако                | Мошонмађаровар ТЕ |
| 2004/05 | Бакталорантхаза ВСЕ    | Фелчут            |

### 2005. до 2013.
| Година  | Група Алфелд       | Група Бакоњ       | Група Драва         | Група Дунав         | Група Матра      | Група Тиса          |
| ------- | ------------------ | ----------------- | ------------------- | ------------------- | ---------------- | ------------------- |
| 2005/06 | ФК Бекешчаба       | Вашаш СЕ          | ФК Сентлеринц ШЕ    | ФК Будаерш          | ФК Јасберењ      | ФК Тужер            |
| 2006/07 | ФК Цеглед ВШЕ      | ФК Ајка           | ФК Козармишлењ ШЕ   | ФК Текел ВШК        | Ержебет          | ФК Балкањ ШЕ        |
| 2007/08 | ФК Бекешчаба       | ЗТЕ 2             | ФК Сентлеринц ШЕ    | ФК Сазхаломбата ЛК  | МТК 2            | Дебрецен 2          |
| 2008/09 | Хонвед "Б"         | ФК Хевиз          | ФК Сентлеринц ШЕ    | ФК Сигетсентмиклош  | ФК Мезекевешд ШЕ | ФК Хајдубесермењ ТЕ |
| 2009/10 | ФК Орошхаза        | ФК Веспрем        | ФК Баја ЛШЕ         | ФК Ујпешт II        | Ференцварош ТК 2 | ФК Кемече ШЕ        |
| 2010/11 | ФК Текел ВШК       | ФК Шопрон Вашуташ | Пакш 2              | ФК Дунаујварош ПАШЕ | ФК Егер          | ФК Нађечед РШЕ      |
| 2011/12 | ФК Дунахарасти МТК | ФК Чаквар ТК      | Капошвар 2          | ФК Ерд ВШЕ          | ФК Путнок ВШЕ    | ФК Варда ШЕ         |
| 2012/13 | ФК Шорокшар ШК     | ФК Бањас Дорог    | ФК Дунаујварош ПАШЕ | ФК Будаерш          | ФК Фелшетаркањ   | ФК Варда ШЕ         |

### 2013. до 2021.
| Година  | Група исток          | Група центар                    | Група запад                     |
| ------- | -------------------- | ------------------------------- | ------------------------------- |
| 2013/14 | ФК Чаквар ТК         | ФК Шорокшар                     | ФК Сегед-Шанад Грошич академија |
| 2014/15 | ФК Будаерш           | ФК Вац                          | ФК Кишварда                     |
| 2015/16 | ФК Мошоњмађаровар ТЕ | ФК Козармишлењ ШЕ               | ФК Њиређхаза Спартак            |
| 2016/17 | Ђер ЕТО              | ФК Будафок МТЕ                  | ФК Казинцбарцика                |
| 2017/18 | ФК Ракоци Капошвар   | ФК Тисакечке                    | ФК Монор ШЕ                     |
| 2018/19 | ФК Ајка              | ФК Сегед-Шанад Грошич академија | Солнок                          |
| 2019/20 | ФК Печуј             | ФК Ерд ВШЕ                      | ФК Дебрецин ЕАК                 |
| 2020/21 | Трећи округ          | ФК Иванча КШЕ                   | ФК Тисакечке                    |